# Ли (неоконфуцианство)
Ли (кит. 理, пиньинь lǐ) — понятие, встречающееся в неоконфуцианской китайской философии. Это понятие соотносит с основной причиной начала и формирования структуры природы, отраженной в её органических формах.
Его можно перевести как «рациональный принцип», «закон» или «правило организованности». Принцип «Ли» явился центральным элементом интеграции Чжу Си буддизма в конфуцианство. Чжу Си считал, что ли вместе с ци (氣: жизненная, материальная сила) зависят друг от друга, создавая структуры природы и материи. Сумма ли составляет тайцзи (движение ци).
Эта идея напоминает буддийское понятие «ли», которое также означает «принцип или ритуал». Однако Чжу Си утверждал, что его идея содержится в «И Цзин» («Книге перемен»), классическом источнике китайской философии. Школа Чжу Си стала известна как школа Ли. Это учение схоже с западным рационализмом. В ещё большей степени, чем Конфуций, Чжу Си обладал натуралистическими взглядами. Его мировоззрение содержало две основные идеи: ци и ли. Чжу Си также считал, что поведение этих двоих происходило в соответствии с взаимодействием принципов Инь и Ян.
Придерживаясь концепции Конфуция и Мэн-цзы о человечестве как о благостном от природы, Чжу Си сформулировал понимание ли как основы вселенной, утверждая что человек не может жить без ли и что принцип ли являет образец устройства жизни. Ван Янмин, философ, выступавший против идей Чжу Си, считал, что ли следует искать не в мире, а внутри себя. Таким образом, Ван Янмин был скорее идеалистом с другим эпистемологическим подходом. Однако в практике традиционной китайской медицины эндогенная и экзогенная интерпретации этих двух философских идей рассматриваются как взаимодополняющие.
Принцип Ли хорошо известен в практике и применении в традиционной китайской медицине.
Для изучения принципа ли интересен древний даосский текст «Трактат Жёлтого императора о внутреннем» (китайский : 黃 帝內經 ; пиньинь : Хуанди Нэйцзин). Этот трактат содержит описание основ устройства жизни и медицинской практики.